# Network Coordinator
Ein Network Coordinator (kurz: NC) ist eine Person im FidoNet, welche sich um die Koordination ihres Netzes (ein geografischer Bereich als auch eine hierarchische Verwaltungsebene im FidoNet) kümmert.
Zu den Aufgaben eines Network Coordinators gehören unter anderem die Erstellung des Nodelisten-Segments für sein Netz sowie die Bearbeitung von Beschwerden gegen Mitglieder (Nodes) aus seinem Bereich. Die Aufgaben sind in der Policy des FidoNets beschrieben.